# 캐네디언 골드 메이플 리프
캐네디언 골드 메이플 리프(Canadian Gold Maple Leaf, GML)는 캐나다 정부가 매년 발행하는 금화이다. 캐나다 왕립 조폐국에서 생산한 제품이다.
골드 메이플 리프는 액면가가 캐나다 달러 50달러인 법정 통화이다. 금의 현물 가격에 따라 금속의 시장 가치가 달라진다. .9999밀레소 순도(24캐럿), 어떤 경우에는 .99999를 갖는 이 동전은 전 세계에서 가장 순수한 공식 불리언 동전 중 하나이다. 표준 버전의 무게는 최소 1트로이 온스(31.10그램)이다. 다른 크기와 명칭에는 1g, 1⁄25oz($0.50), 1⁄20온스 ($1), 1⁄10온스 (5달러), 1⁄4온스 ($10) 및 1⁄2 온스 ($20)가 포함된다.
골드 메이플 리프의 앞면과 뒷면에는 각각 캐나다의 엘리자베스 2세 여왕과 캐나다 단풍잎의 프로필이 표시되어 있다. 2013년과 2015년에는 새로운 보안 기능이 도입되었다. 2013년에는 동전 뒷면(단풍잎)의 작은 영역에 레이저로 미세하게 새겨진 질감의 단풍잎이 추가되었다. 이 마크의 중앙에는 동전의 발행 연도를 나타내는 숫자가 있으며 이는 확대해서 볼 때만 볼 수 있다. 2015년에는 동전 양면에 동전 배경에 방사형 라인이 추가되었다.
2007년 5월 3일, 캐나다 왕립 조폐국은 액면가 100만 달러, 금속 가치 350만 달러가 넘는 골드 메이플 리프 금화를 공개했다. 지름 50cm, 두께 3cm, 무게 100kg, 순도 99.999%이다. 2017년 3월 26일, 베를린 보데 박물관에서 6점의 작품 중 1점이 도난당했다. 2021년 현재까지 발견되지 않았다. 금을 얻기 위해 녹여내린 것으로 추정된다.

## 같이 보기
- 금 투자